# Henri-André Laperrière
Henri-André Laperrière (Montreal, 12 juni 1925 - Montreal, 8 maart 2015) was een Canadees ijshockeyer. 
Laperrière mocht namens Canada deelnemen aan de Olympische Winterspelen 1948. Laperrière speelde mee in alle acht de wedstrijden en trof eenmaal doel. Tijdens de wedstrijd tegen de Zweden was Laperrière de doelman gedurende de laatste acht seconden vanwege een tijdstraf van Murray Dowey.
Met de Canadese ploeg won Laperrière de gouden medaille.